# جلسان خماسي الورق
جُلَّسان خُماسيّ الورق نوعٌ من الجلسان مهده اليابان. بجلته صغيرة القد تعلو من 30 إلى 50 سم. أوراقها طرفية الارتكاز ضمية خماسية. نصلها صيق الصفحة مهدب البشرة. ازهرارها يستمر من شباط إلى نيسان.